# Niklas Luhmann
Niklas Luhmann (født 8. december 1927, død 6. november 1998) var tysk sociolog og videreudviklede den sociologiske systemteori. Han var oprindeligt embedsmand, men tog senere en doktorgrad og blev i 1968 professor i sociologi ved universitetet i Bielefeld. Offentligt kendt for diskussioner med Habermas. Udgav i 1984 hovedværket Soziale Systeme (dansk udg. Sociale Systemer, 2000) hvor det moderne samfund beskrives som bestående af selvstyrende og selvrefererende systemer. Gennem 90’erne er interessen for ham steget.

## Introduktion
Kerneelementet i Luhmanns teori er kommunikation. Sociale systemer er systemer der består af kommunikation, og samfundet er det mest omfattende sociale system. Det sociale system består af alle former for kommunikation, men det består af intet andet. Et system er defineret af grænsen mellem systemet og omverdenen, og det grænser op til et uendelig komplekst og kaotisk ydre. Det indre af systemet karakteriseres derfor som et sted med reduceret kompleksitet: Kommunikation indenfor et system fungerer ved at udvælge en begrænset mængde af al information til rådighed udenfor systemet. Denne proces kaldes reduktion af kompleksitet. Al information er udvalgt og behandlet ud fra kriteriet mening. Sociale systemer, psykiske systemer og personlige systemer (se uddybning nedenfor) fungerer alle ved at behandle mening.
Luhmann bruger betegnelsen system om næsten alt, mest forstået som områder i samfundet, såkaldte funktionssystemer – fx markedssystemer, sundhedssystemer, politiske systemer etc. som alle har sit sprog. I fx markedssystemer handler det om rentabelt/urentabelt, pædagogisk-system: hensigtsmæssigt/uhensigtsmæssigt.
For sociale grupper og enkeltindivider handler det om: system/omverden (kun systemer udfører operationer; operationer:tænkning/kommunikation)

### Systemteorien
Luhmann opererer med tre systemtyper: biologiske, psykiske og sociale. De psykiske systemer opererer ud fra bevidsthed og de sociale ud fra kommunikation. Det er de sidstnævnte, som Luhmann havde fokus på.
En af de vigtigste distinktioner, som Luhmann arbejder ud fra, er den distinktion, systemet foretager mellem sig og selv og sin omverden.
- Systemer: autopoietiske, lukkede og selvreferentielle.
- Autopoietiske systemer: Systemet reproducerer sig selv og skaber sig selv i sig selv uden direkte påvirkning fra omverdenen. Som fx en myreture, der er et lukket system, der kun består af myrer, kun bliver skabt af myrer og kun bliver videreført af myrer uden påvirkning af omverdenen. Har sit eget kodesprog.
- Selvreferentiel: I kraft af autopoiese, opererer systemet ud fra egen målestok på grundlag af, hvordan systemet har opbygget sit kodesprog og kan derfor ikke styres af omverdenen, da det opfatter omverdenen helt efter sin egen logik. Resultaterne af systemets operationer er systemets egne og ikke omverdens, da systemet kun kan forholde sig til sin egen, lukkede logik, hvilket vil sige, at Alt forholdes til de enkelte systemers udgangspunkt, som er forskellige fra system til system.

### De psykiske & sociale systemer
Psykiske systemer opererer ved bevidsthed, de tænker, og deres grænse kan derfor forstås som en slags tærskel for selvbevidstheden, som angiver personens opfattelse af, hvem han eller hun selv er, og hvem andre er.
Selve læringen bliver skabt i det psykiske system og undervisningen er en social aktivitet i et socialt system. De enkelte deltagere i undervisningen er psykiske systemer, der modtager undervisning, men de psykiske systemer er jo ikke kommunikative og dermed ikke tilgængelige for andre (fordi man ikke kan høre, hvad andre tænker). Det eneste som kan iagttages i det sociale system, er kommunikation. De psykiske og de sociale systemer er lukkede for hinanden i den forstand, at de ikke forstår hinanden, dog på en sådan måde, at de alligevel kan benytte hinandens ressourcer.
Psykiske systemer er omverden for kommunikationen og kommunikationen er omverden for de psykiske systemer. Det betyder eksempelvis, at undervisningens kommunikation er omverden for elever og læreres tanker og forestillinger. Elevernes og lærernes tanker er omverden for kommunikationen.

### Omverden og operativ konstruktivisme
Omverdenen er omgrænset af åbne horisonter i modsætning til det lukkede system. Omverdenen er alt det, der ikke er systemet, alt udenom. Omverdenen har høj kompleksitet i sig selv, og når omverdenens kompleksitet irriterer, rekonstruerer man efterfølgende en udvalgt del af omverdenen i sig selv, for netop at mindske kompleksiteten i omverdenen og højne ens egen.
- Læring: En proces, hvor eleven aktivt skaber sin egen viden gennem operationer.
- Derfor: Ingen afsender/modtager-undervisning, da den enkelte elevs opfattelse af undervisningen (omverdenen) vil være helt individuel.

Luhmann kalder denne form for konstruktivisme, Operativ konstruktivisme. Han betragter det at markere en forskel/sortere (det relevante fra alt andet) som en operation. Erkendelsen: Det at iagttage/vælge forskellen mellem det man ønsker at rette opmærksomhed imod, og alt andet, dvs. at finde det relevante frem for det irrelevante.
At vælge fokus i kraft af egne kriterier, i kraft af personens (systemets) personlige erfaringer er derfor aldrig vilkårligt, da valgene er truffet i kraft af personens indre kompleksitet og konstruktion af verden.
Der skal to komponenter til ethvert valg: For det første valget af side, og for det andet grænsen, der adskiller det valgte fra det ikke-valgte. Denne grænse bliver kaldt Blind plet, som vi har i øjet, men jo ikke kan se, at vi har. Metaforen er, at denne grænse, der adskiller det valgte fra det ikke-valgte udgør de ting vi naturligt, naivt tager for givet og ikke sætter spørgsmålstegn ved.

### Systemets kompleksitet/omverdenens kompleksitet
Viden: Øgning i den indre kompleksitet, ved hvilket omverdenens kompleksitet reduceres.
- Eksempel 1: Jo mere eleven ved (større kompleksitet hos systemet), jo større mulighed har eleven for at finde viden som udvider denne kompleksitet og dermed samtidig gør omverdenen mindre kompleks.
- Eksempel 2: En elev vil skrive om en forfatter og skriver 'forfatter' i en søgemaskine = mindre kompleks elev og større kompleksitet i omverden. Hvis eleven i stedet skrev 'Shakespeares forfatterskab', ville systemet have større kompleksitet og dermed gøre omverdenen mindre kompleks. Det vil sige, at jo mere viden man har, jo lettere er det at forstå omverdenen

### Kontingens: Alting kan være anderledes, men er det ikke
Eleven er usikker på det stof, som hun har valgt ud som det mest relevante, da det jo har været op til eleven selv at udvælge det og kun har haft sig selv som referencepunkt.
- (hvordan ved man det er det rigtige, kunne jeg ikke lige så godt have valgt noget andet?)

Luhmann: Kontingens reduceres gennem kommunikation. Det er vigtigt at spørge til eleven, og få indblik i deres synspunkt for deres valg, og hvad de ikke kan se.
(Fx hvad fik dig til at vælge netop det?, hvorfor mener du det? Osv.)
→ Iagttagelse af orden. Kommunikationen retter sig ikke mod det, som eleven iagttager, men imod det iagttagedes iagttagelse (eleven) ??.
Final thought: Læreren kan kun bidrage til elevernes tænkning ved kommunikation og kun få indsigt i deres læring gennem kommunikation.

### Luhmann i Danmark
Internationalt set, er danske forskningsinstitutioner og forskere blandt dem som i højest grad har taget Luhmanns systemteori til sig. Særligt indenfor pædagogik, filosofi, samfundsteori og organisationsteori har systemteorien Danmark været anvendt med succes af forskere som Povl Götke (UCL, religion), Ole Thyssen (CBS, filosofi og organisationsteori), Susanne Holmström (RUC, virksomheders samfundsansvar, og PR), Lars Qvortrup (AAU, Det Hyperkomplekse Samfund), Niels Åkerstrøm Andersen (CBS, samfundsteori, videnskabsteori og politisering) og Gorm Harste (Århus Universitet, Statskundskab).
Endvidere har Jesper Tække og Berit Holmqvist fra Aarhus Universitet Centre for Internet Research arbejdet på integration af Luhmann på internettet med udgangspunkt i usenet som værende en ny systemtype (selvorganiserende interaktionssystemer) der retfærdiggør brugen af Luhmanns systemteori i den hybrid som debatforums på internettet er.

### Kritik af Luhmann
1. Hans univers er for abstrakt og kompliceret.
2. System-omverden er for naiv.
3. Antihumanistisk indgangsvinkel

### Hovedværker
- 1982: Liebe als Passion: Zur Codierung von Intimität (På engelsk. 1984 Love as Passion)
- 1984: Soziale Systeme / Social Systems (dansk oversættelse)
- 1988 – 1997: A book series: Die ... der Gesellschaft (The ... of Society, e.g. Politics, Religion, Science, ...)
- 1997: Die Gesellschaft der Gesellschaft (The Society of Society), (dansk oversættelse)

Luhmann har skrevet langt flere end disse, se henvisningen til den tyske wikipedia nedenfor.

### Oversatte Luhmann-værker
- Samfundets samfund, Hans Reitzels Forlag, København, 2016
- Samfundets uddannelsessystem, Hans Reitzels Forlag, København, 2006
- Massemediernes realitet, Hans Reitzels Forlag, København, 2002
- Sociale systemer, Hans Reitzels Forlag, København, 2000
- Tillid, Hans Reitzels Forlag, København, 1999
- Iagttagelse og paradoks, Gyldendal, København, 1997
- Autopoiesis 2, 1995
- Kunstsystemets evolution, 1994

### Andre
- Kneer, Georg og Nassehi, Armin, Niklas Luhmann – Introduktion til teorien om sociale systemer, Hans Reitzels Forlag, København, 1997
- Götke, Povl: Niklas Luhmann, Forlaget Anis 1997
- Andersen, Niels Åkerstrøm – Diskursive analysestrategier, 1999 (et kapitel om Luhmann)
- Andersen, Niels Åkerstrøm – Legende magt, Hans Reitzels Forlag, 1999 (bygger "på"(?) Luhmanns systemtori)
- Andersen,Niels Åkerstrøm – Discursive analytical strategies – Understanding Foucault, Koselleck, Laclau, Luhmann, Policy Press, Bristol. 2003
- Tække, Jesper (Ed) 2006: "Luhmann og erkendelse – epistemologi, anvendelse og nyorientering", Unge Pædagoger, København.